# Achilia pandemica
Achilia pandemica (лат.) — вид мелких жуков-ощупников рода Achilia из подсемейства Pselaphinae (Staphylinidae). Эпитет этого нового вида относится к пандемии COVID-19 и периодам карантина, во время которого это исследование было проведено авторами.

## Распространение
Чили (Южная Америка).

## Описание
Мелкие коротконадкрылые жуки—ощупники. Длина тела 1,45—1,65 мм. Голова широкая, со слегка приподнятым затылком и лбом; лоб уплощенный с боков с острыми и субпараллельными сторонами, отделен от лобной доли глубокой и уплощённой поперечной бороздой суженной части. Усики со скапусом заметно длиннее своей ширины; педицель и антенномер III немного длиннее своей ширины; длина антенномера IV примерно равна ширине; антенномеры V—VII длиннее своей ширины; антенномер VIII немного шире своей длины; антенномер IX шире VIII и шире своей длины; антенномер X заметно шире своего длинного и шире IX; антенномер XI удлинённый, примерно равны длине VII—X вместе взятых. Основная окраска красновато-коричневая. Голова с парой вершинных ямок.